# Gemma Pranita
Gemma Pranita Xumsai (Bangkok, Tailandia; 18 de diciembre de 1985) es una actriz y fotógrafa australiana, más conocida por sus actuaciones en el teatro y por haber interpretado a Jade Mitchell en la serie australiana Neighbours.

## Biografía
Gemma es hija de padre tailandés y madre inglesa, nacida en Tailandia; a los 12 años se mudó a Australia con su familia.
Estudió en la prestigiosa escuela Western Australian Academy of Performing Arts (WAAPA), de donde se graduó en el 2009. Poco después fue contratada por la Bell Shakespeare Company, con la que realizó una gira de ocho meses. 
Es muy buena amiga de la directora Kate Revz y de las actrices Teresa Palmer, Phoebe Tonkin, Margot Robbie, Tahyna Tozzi, Eve Morey, Jordy Lucas y Ashleigh Brewer.
En 2005 comenzó a salir con el actor australiano Jai Courtney, sin embargo la relación terminó en 2013.
En septiembre de 2013 Gemma comenzó a salir con Matthew Rooney, un amigo de la infancia y en marzo de 2015 anunció que la pareja se había comprometido, la pareja se casó en noviembre de 2015 en Tailandia. En octubre de 2017 anunció que estaban esperando a su primer hijo que nació el 18 de abril de 2018, a la que han llamado Raffaella Skye "Raffa" Rooney.

## Carrera
En el 2006 Gemma y la directora Kate Revz formaron la compañía de teatro Cry Havoc!, que ha producido varias de las obras en las que ha participado. La compañía también está conformada por los actores Jai Courtney y James Mackay.
En 2009 interpretó a la enfermera de la película Crush.
En el 2010 interpretó a la tranquila y tímida española Valentina Vega, en la película Resistance.
Ese mismo año el 10 de diciembre, se unió como personaje recurrente en la exitosa serie australiana Neighbours, donde interpretó a la coqueta y divertida Jade Mitchell, la hermana de Sonya Mitchell, su última aparición fue el 29 de octubre de 2012 luego de que su personaje se fuera a trabajar a Los Ángeles. Al inicio Gemma firmó contrato de 12 meses para aparecer en la serie. Cuando obtuvo el papel se encontraba en Rusia investigando al dramaturgo Antón Chejov, cuando recibió la llamada de su agente diciéndole que había conseguido el papel. En junio del 2012 se anunció que Gemma dejaría la serie en agosto del mismo año. El 1 de marzo del 2019 Gemma regresó a la serie brevemente y se fue nuevamente el 11 de marzo del mismo año.
En el 2013 Gemma inició un blog de viajes y moda llamado "Gemma Peanut Gallery", donde han aparecido estrellas australianas como Margot Robbie, Rachael Taylor, Renee Bargh, Teresa Palmer, Phoebe Tonkin, Jolene Anderson, entre otras.

## Filmografía[16]

### Series de televisión
| Año               | Título     | Personaje     | Notas         |
| ----------------- | ---------- | ------------- | ------------- |
| 2010 - 2012, 2019 | Neighbours | Jade Mitchell | 207 episodios |

### Películas
| Año  | Título              | Personaje      | Notas                                                                                        |
| ---- | ------------------- | -------------- | -------------------------------------------------------------------------------------------- |
| 2014 | The Ever After      | Naja           | junto a Teresa Palmer, Melissa Leo, Rosario Dawson, Jaime King, Phoebe Tonkin & Tahyna Tozzi |
| 2012 | Banter              | Emma           | corto - junto a Michael Gupta                                                                |
| 2010 | Resistance          | Valentina Vega | junto a Kain O'Keefe, Erin Mullally & Jane Badler                                            |
| 2009 | Crush               | Enfermera      | junto a Christopher Egan, Christian Clark, Emma Lung & Brooke Harman                         |
| 2007 | Hi My Name is Billy | Anna           | cortometraje                                                                                 |
| 2007 | Oral Fixation       | Francine       | -                                                                                            |

### Teatro
| Año  | Obra                                       | Personaje | Director (a)     | Teatro            | Notas                                                              |
| ---- | ------------------------------------------ | --------- | ---------------- | ----------------- | ------------------------------------------------------------------ |
| 2010 | Orestes 2.0                                | Enfermera | Kate Revz        | Griffin Theatre   | junto a Guy Edmonds, Annie Maynard, Simon Corfield & Elan Zavelsky |
| 2009 | Julius Caesar                              | Portia    | Kate Revz        | Playhouse Theatre | junto a Jai Courtney & Marcus Graham                               |
| 2009 | Actors at Work                             | Varios    | Damien Rya       | B. Shakespeare    | -                                                                  |
| 2007 | Time and the Conways                       | Joan      | George Ogilvie   | WAAPA             | -                                                                  |
| 2007 | Unidentified Human Remains A Winter's Tale | Benita    | John Sheedy      | WAAPA             | junto a Jai Courtney                                               |
| 2007 | Unaustralia                                | Raeleen   | Andrew Lewis     | WAAPA             | -                                                                  |
| 2006 | Who is Cry Havoc!                          | -         | Kate Revz        | -                 | junto a James Mackay                                               |
| 2006 | The Country Wife                           | Alithea   | Chris Edmund     | WAAPA             | -                                                                  |
| 2006 | A Winter's Tale                            | Perdita   | Leith Macpherson | WAAPA             | junto a Jai Courtney                                               |
| 2006 | Caucasian Chalk Circle                     | Natella   | -                | WAAPA             | -                                                                  |
| 2006 | Europe                                     | Barbara   | Andrew Lewis     | WAAPA             | -                                                                  |
| 2005 | Three Sisters                              | Irina     | Rhys McConnochie | WAAPA             | junto a Jai Courtney                                               |
| 2005 | Season at Sasparilla                       | Pippy     | Gillian Jone     | WAAPA             | -                                                                  |